# 2024年俄罗斯总统选举的国际反应

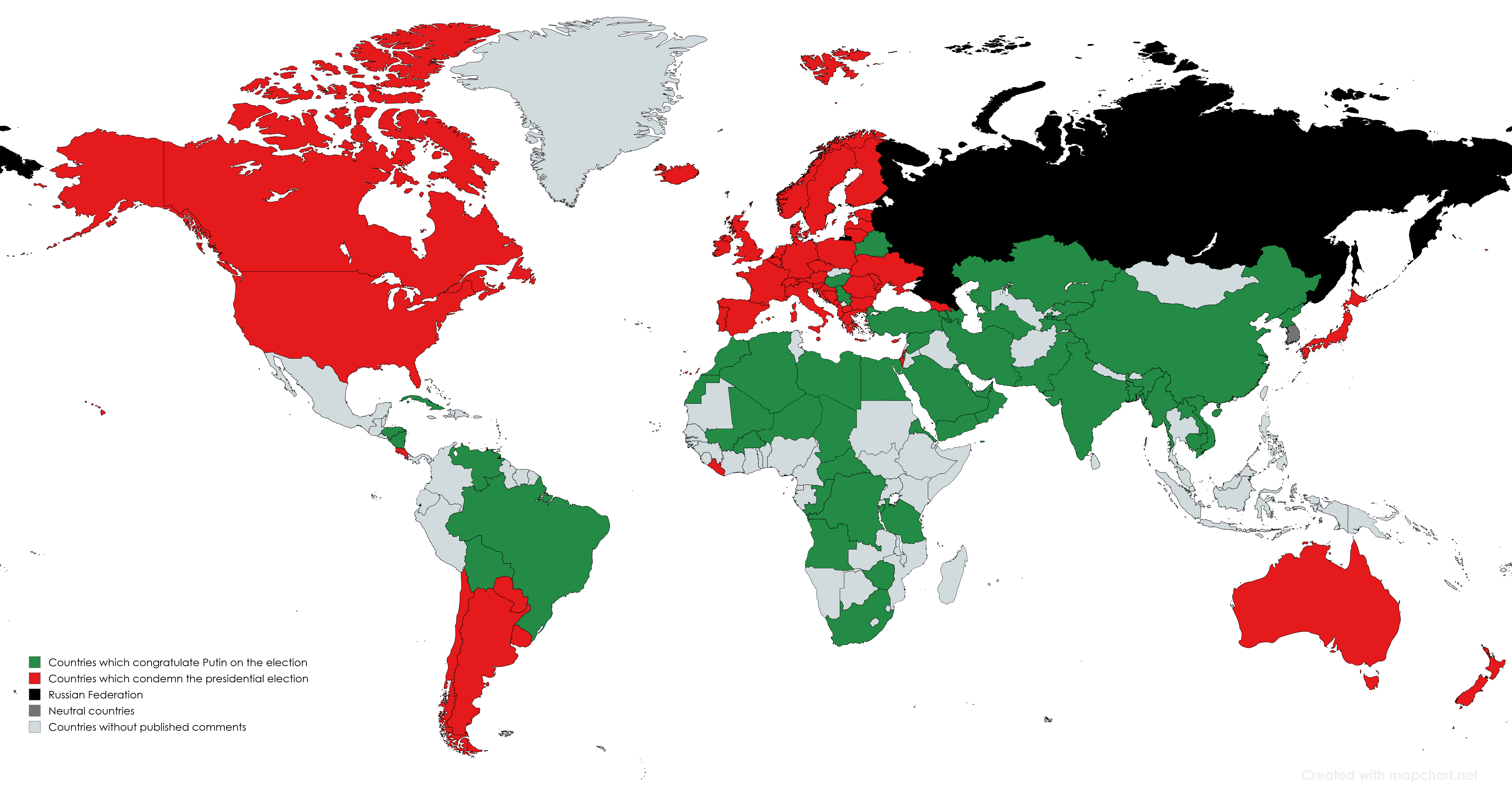
2024年俄罗斯总统选举的国际反应

以下是对2024年俄罗斯总统选举反应清单。

## 国际组织对选举的反应

### 谴责俄罗斯选举
- 欧洲理事会主席夏尔·米歇尔讽刺性祝贺普京取得压倒性胜利，当中没有反对派，没有自由，也别无选择，并批评俄罗斯和被占领的乌克兰领土的不公平和不透明的选举[1]。欧盟外交和安全政策高级代表何塞·博雷利·丰特列斯谴责在俄罗斯占领的乌克兰州举行的“非法”选举，指俄罗斯境内的总统选举是在严格限制的条件下举行的，那里没有真正反对派的参与。欧盟对俄罗斯当局决定不邀请欧安组织和人权办公室观察员参加其选举表示遗憾。欧盟再次声明，不承认、也永远不会承认在乌克兰领土上举行的所谓选举及其结果。俄羅斯政治領導層及其組織參與者將為這些非法行為承擔後果[2][3]。3月22日，欧洲理事会在布鲁塞尔举行的为期两天的峰会上通过决议，永远不会承认俄罗斯在暂时被占领的乌克兰领土克里米亚组织非法的所谓‘选举’[4]。4月25日，欧洲议会以493票通过决议，谴责俄罗斯举行「虚假选举」的方式，并呼吁从5月7日起不将选举视为合法，并不承认普京为俄罗斯总统。欧洲议会决议敦促成员国和国际社会不要承认俄罗斯虚假选举的结果，呼吁欧盟国家将与俄罗斯的关系限制在对地区安全至关重要或与人道主义和人权保护有关的问题上，亦呼吁欧盟及其成员国继续积极支持俄罗斯独立民间社会组织、独立媒体和人权捍卫者[5]。

- 联合国秘书长安东尼奥·古特雷斯谴责俄罗斯在被占领的乌克兰举行总统选举，强调企图非法吞并乌克兰地区的行为根据国际法不具有法律效力[6]。政治与建设和平事务的副秘书长罗斯玛丽·迪卡洛（英语：Rosemary DiCarlo）谴责俄罗斯在被占领的乌克兰举行非法选举，她也强调联合国大会谴责这些非法行为的决议，并指出联合国驻乌克兰人权监察团关于过去「所谓公投」和在「胁迫环境」下进行的地方选举的报告[7]。

- 欧洲委员会表示，该委员会不承认普京作为总统的合法性。欧洲委员会主席西奥多罗斯·鲁索普洛斯（英语：Theodoros Roussopoulos）表示，这些选举没有合法性，没有真正的替代候选人，没有自由媒体，也没有可信的观察员在场，而最重要的是，这次选举也是在非法占领和吞并的乌克兰领土上进行的，所有政治反对派都遭到残酷镇压，任何批评该政权的人要么被监禁，要么被驱逐出境[8]。

- 北大西洋公约组织秘书长延斯·斯托尔滕贝格批评俄罗斯在乌克兰和格鲁吉亚被占领地区举行选举，并谴责俄罗斯的总统选举显然既不自由也不公平[9]。

## 国家对选举的正面反应

### 祝贺普京的国家
- 中共中央总书记兼国家主席习近平对普京在总统大选中获胜表示祝贺[10]。

- 印度总理纳伦德拉·莫迪在祝贺普京在总统大选中获胜的同时，还表达加强新德里与莫斯科「特殊和特权战略伙伴关系」的愿望[10]。

- 土耳其总统雷杰普·塔伊普·埃尔多安祝贺普京在总统大选中获胜[10]。

- 伊朗总统易卜拉欣·萊希祝贺普京在总统大选中获胜[10]。

- 委内瑞拉总统尼古拉斯·马杜罗祝贺普京在总统大选中获胜[10]。

- 白俄羅斯总统亚历山大·卢卡申科祝贺普京在总统大选中获胜[10]。

- 古巴政府祝贺普京在总统大选中获胜[10]。

## 国家对选举的负面反应

### 谴责选举结果
- 阿尔巴尼亚签署联合声明，谴责俄罗斯选举既不自由也不公平，并指责在乌克兰领土内临时占领地区举行非法选举[11]。

- 安道尔签署联合声明，谴责俄罗斯选举既不自由也不公平，并指责在乌克兰领土内临时占领地区举行非法选举[11]。

- 阿根廷签署联合声明，谴责俄罗斯选举既不自由也不公平，并指责在乌克兰领土内临时占领地区举行非法选举[11]。

- 澳大利亚签署联合声明，谴责俄罗斯选举既不自由也不公平，并指责在乌克兰领土内临时占领地区举行非法选举[11]。

- 奥地利签署联合声明，谴责俄罗斯选举既不自由也不公平，并指责在乌克兰领土内临时占领地区举行非法选举[11]。首都维也纳举行了反普京抗议活动，示威者聚集俄罗斯驻奥地利大使馆外排成「投票队列」，以抗议普京[12]。

- 比利时签署联合声明，谴责俄罗斯选举既不自由也不公平，并指责在乌克兰领土内临时占领地区举行非法选举[11]。

- 波斯尼亚和黑塞哥维那签署联合声明，谴责俄罗斯选举既不自由也不公平，并指责在乌克兰领土内临时占领地区举行非法选举[11]。

- 保加利亚签署联合声明，谴责俄罗斯选举既不自由也不公平，并指责在乌克兰领土内临时占领地区举行非法选举[11]。
- 加拿大签署联合声明，谴责俄罗斯选举既不自由也不公平，并指责在乌克兰领土内临时占领地区举行非法选举[11]。

- 智利签署联合声明，谴责俄罗斯选举既不自由也不公平，并指责在乌克兰领土内临时占领地区举行非法选举[11]。

- 签署联合声明，谴责俄罗斯选举既不自由也不公平，并指责在乌克兰领土内临时占领地区举行非法选举[11]。

- 克罗地亚签署联合声明，谴责俄罗斯选举既不自由也不公平，并指责在乌克兰领土内临时占领地区举行非法选举[11]

- 賽普勒斯签署联合声明，谴责俄罗斯选举既不自由也不公平，并指责在乌克兰领土内临时占领地区举行非法选举[11]

- 捷克签署联合声明，谴责俄罗斯选举既不自由也不公平，并指责在乌克兰领土内临时占领地区举行非法选举[11]。捷克外交部表示，俄罗斯选举「不是以透明和民主的方式进行的」，而是「在系统性镇压俄罗斯民间社会、独立媒体和任何反对派的背景下举行的」[13]。捷克外交部长扬·利帕夫斯基称俄罗斯选举是一场「闹剧和戏仿」[14]。

- 丹麦签署联合声明，谴责俄罗斯选举既不自由也不公平，并指责在乌克兰领土内临时占领地区举行非法选举[11]

- 爱沙尼亚签署联合声明，谴责俄罗斯选举既不自由也不公平，并指责在乌克兰领土内临时占领地区举行非法选举[11]。爱沙尼亚外交部长马格斯·塔赫纳拉（英语：Margus Tsahkna）在布鲁塞尔欧盟外长会议上发言时表示，俄罗斯所谓的总统「选举」并不是合法的意愿表达。并强调，在乌克兰临时占领的领土上举行「选举」并强迫乌克兰人参加选举违反了国际法，并指普京作为战犯的合法地位是在海牙[15]。

- 芬兰签署联合声明，谴责俄罗斯选举既不自由也不公平，并指责在乌克兰领土内临时占领地区举行非法选举[11]

- 法国签署联合声明，谴责俄罗斯选举既不自由也不公平，并指责在乌克兰领土内临时占领地区举行非法选举[11]。法国外交部在一份声明中表示，法国谴责俄罗斯在暂时占领的乌克兰地区举行的「所谓选举」再次违反了国际法和《联合国宪章》。法国不承认、也永远不会承认这些所谓选举的举行和结果，并重申其对乌克兰主权、独立、统一和领土完整的承诺。法国也谴责，俄罗斯「未经格鲁吉亚和摩尔多瓦当局同意」在阿布哈兹和南奥塞梯分裂地区以及德涅斯特河沿岸设立投票站[16]。

- 签署联合声明，谴责俄罗斯选举既不自由也不公平，并指责在乌克兰领土内临时占领地区举行非法选举[11]。格鲁吉亚外交部发文谴责俄罗斯在被占领的阿布哈兹和南奥塞梯举行大规模选举是侵犯格鲁吉亚主权和领土完整的一步，也完全无视《联合国宪章》和《赫尔辛基协议》[17]。

- 德国签署联合声明，谴责俄罗斯选举既不自由也不公平，并指责在乌克兰领土内临时占领地区举行非法选举[11]。德国外交部长安娜琳娜·貝伯克在布鲁塞尔欧盟外长会议开始时表示，俄罗斯的选举是没有选择的选择，这表明普京不权违反了国际法和他自己人民的权利，还有《联合国宪章》。贝尔博克强调，在乌克兰、格鲁吉亚和摩尔多瓦部分地区举行此类选举违反了国际法[18]。德国联邦议院兼欧安组织议会议员羅賓·瓦格納（英语：Robin Wagener）称所发生的事情是「对暴君的一场演戏式的欢呼」，强调俄罗斯总统的选举与按照欧安组织标准进行的公平、自由的选举无关[19]。首都柏林举行了反普京抗议活动，俄罗斯反对派领导人阿列克谢·纳瓦尔尼的妻子尤利娅·纳瓦利纳娅与其他人一起参加了在俄罗斯驻德国柏林大使馆前排队投票的抗议活动[20]。

- 希腊签署联合声明，谴责俄罗斯选举既不自由也不公平，并指责在乌克兰领土内临时占领地区举行非法选举[11]

- 匈牙利签署联合声明，谴责俄罗斯选举既不自由也不公平，并指责在乌克兰领土内临时占领地区举行非法选举[11]

- 冰岛签署联合声明，谴责俄罗斯选举既不自由也不公平，并指责在乌克兰领土内临时占领地区举行非法选举[11]

- 爱尔兰签署联合声明，谴责俄罗斯选举既不自由也不公平，并指责在乌克兰领土内临时占领地区举行非法选举[11]

- 以色列签署联合声明，谴责俄罗斯选举既不自由也不公平[11]。以色列的俄罗斯侨民大部分投给公开反对俄乌战争的候选人弗拉迪斯拉夫·安德烈耶维奇·达万科夫。在以色列各地的投票站，45%的选民支持达万科夫，只有17%的选民支持普京[21]。

- 義大利签署联合声明，谴责俄罗斯选举既不自由也不公平，并指责在乌克兰领土内临时占领地区举行非法选举[11]

- 日本签署联合声明，谴责俄罗斯选举既不自由也不公平[11]。日本外务大臣上川阳子批评俄罗斯在声称吞并的乌克兰地区举行总统选举。上川阳子在一份声明中表示，俄罗斯非法「吞并」这些被占领地区「明显违反了国际法」，并且「不符合联合国大会相关决议」。日方表示强烈谴责这种行为是绝对不可接受的[22]。

- 拉脫維亞签署联合声明，谴责俄罗斯选举既不自由也不公平，并指责在乌克兰领土内临时占领地区举行非法选举[11]

- 利比里亚签署联合声明，谴责俄罗斯选举既不自由也不公平，并指责在乌克兰领土内临时占领地区举行非法选举[11]

- 列支敦斯登签署联合声明，谴责俄罗斯选举既不自由也不公平，并指责在乌克兰领土内临时占领地区举行非法选举[11]

- 立陶宛签署联合声明，谴责俄罗斯选举既不自由也不公平，并指责在乌克兰领土内临时占领地区举行非法选举[11]。立陶宛外交部长格比亞魯斯·藍斯柏吉斯表示，俄罗斯总统选举的做法不能被承认或称为选举，这种选举是在公民权利和政治权利受到前所未有的限制的情况下进行的。格比亞魯斯·藍斯柏吉斯强调，选举程序既不公平也不自由，也不符合任何广泛接受的民主和法治标准[23]。

- 卢森堡签署联合声明，谴责俄罗斯选举既不自由也不公平，并指责在乌克兰领土内临时占领地区举行非法选举。

- 馬爾他签署联合声明，谴责俄罗斯选举既不自由也不公平，并指责在乌克兰领土内临时占领地区举行非法选举[11]

- 马绍尔群岛签署联合声明，谴责俄罗斯选举既不自由也不公平，并指责在乌克兰领土内临时占领地区举行非法选举[11]

- 摩纳哥签署联合声明，谴责俄罗斯选举既不自由也不公平，并指责在乌克兰领土内临时占领地区举行非法选举[11]。

- 蒙特內哥羅签署联合声明，谴责俄罗斯选举既不自由也不公平，并指责在乌克兰领土内临时占领地区举行非法选举。

- 荷兰签署联合声明，谴责俄罗斯选举既不自由也不公平，并指责在乌克兰领土内临时占领地区举行非法选举[11]。荷兰驻乌克兰大使詹尼斯·德莫尔（英语：Jennes de Mol）在X社交网络上强调，暂时被占领的顿涅茨克地区、卢甘斯克地区、赫尔松地区、扎波罗热地区以及克里米亚自治共和国的领土都是乌克兰。俄罗斯在乌克兰暂时被占领土上进行的「虚构的选举亅违反了国际法，而不尊重乌克兰主权是另一项严重违反《联合国宪章》的行为[24]。荷兰外交部长汉克·布鲁因斯·斯洛特（英语：Hanke Bruins Slot）表示，荷兰谴责这种系统性镇压的政治气氛，俄罗斯举行的总统选举远非公平和自由，当中批评的声音被残酷镇压，反对派被关进监狱，甚至更糟的就像纳瓦尔尼一样。欧安组织观察员也没有受到邀请。斯洛特强调，荷兰与整个欧盟一样，认为乌克兰被占领土上的所谓「选举」是非法的，并以最强烈的方式予以谴责[25]。

- 新西兰签署联合声明，签署联合声明，谴责俄罗斯选举既不自由也不公平，并指责在乌克兰领土内临时占领地区举行非法选举

- 北馬其頓签署联合声明，谴责俄罗斯选举既不自由也不公平，并指责在乌克兰领土内临时占领地区举行非法选举[11]

- 挪威签署联合声明，谴责俄罗斯选举既不自由也不公平，并指责在乌克兰领土内临时占领地区举行非法选举[11]

- 帛琉签署联合声明，谴责俄罗斯选举既不自由也不公平，并指责在乌克兰领土内临时占领地区举行非法选举[11]

- 波兰签署联合声明，谴责俄罗斯选举既不自由也不公平，并指责在乌克兰领土内临时占领地区举行非法选举[11]。波兰外交部在一份声明中指出，俄罗斯举行了所谓的总统政府选举是在社会受到严厉镇压的情况下进行的，这阻碍了社会做出自由、民主的选择。波兰政府指出，俄罗斯的「选举」也在乌克兰临时占领的领土、摩尔多瓦的德涅斯特河沿岸、格鲁吉亚的南奥塞梯和阿布哈兹进行，这违反了国际法[26][27]。

- 葡萄牙签署联合声明，谴责俄罗斯选举既不自由也不公平，并指责在乌克兰领土内临时占领地区举行非法选举[11]

- 签署联合声明，谴责俄罗斯选举既不自由也不公平，并指责在乌克兰领土内临时占领地区举行非法选举[11]

- 摩尔多瓦签署联合声明，谴责俄罗斯选举既不自由也不公平，并指责在乌克兰领土内临时占领地区举行非法选举[11]

- 羅馬尼亞签署联合声明，谴责俄罗斯选举既不自由也不公平，并指责在乌克兰领土内临时占领地区举行非法选举[11]。罗马尼亚外交部长盧米尼塔·奥多贝斯（英语：Luminita Odobescu）在欧盟部长会议上谴责在俄罗斯占领的领土上举行所谓的选举，强调选举结果既不公平，也不民主，也不自由。罗马尼亚也支持在人权领域对俄罗斯实施新的制裁[28]。

- 圣马力诺签署联合声明，谴责俄罗斯选举既不自由也不公平，并指责在乌克兰领土内临时占领地区举行非法选举[11]

- 斯洛伐克签署联合声明，谴责俄罗斯选举既不自由也不公平，并指责在乌克兰领土内临时占领地区举行非法选举[11]

- 斯洛文尼亚签署联合声明，谴责俄罗斯选举既不自由也不公平，并指责在乌克兰领土内临时占领地区举行非法选举[11]

- 西班牙签署联合声明，谴责俄罗斯选举既不自由也不公平，并指责在乌克兰领土内临时占领地区举行非法选举[11]

- 瑞典签署联合声明，谴责俄罗斯选举既不自由也不公平，并指责在乌克兰领土内临时占领地区举行非法选举[11]

- 瑞士签署联合声明，谴责俄罗斯选举既不自由也不公平，并指责在乌克兰领土内临时占领地区举行非法选举[11]

- 英国拒绝俄罗斯选举结果，谴责这次选举既不自由也不公平。外交大臣戴维·卡梅伦在一份声明中谈到乌克兰冲突时表示，「俄罗斯的这些选举赤裸裸地突显了普京总统政权的镇压程度，其目的是压制任何反对他的非法战争的人。」卡梅伦还引用普京主要政治对手阿列克谢·纳瓦尔尼的死亡作为普京镇压程度的证据[29]。英国国防部长格蘭·夏普斯指责，普京在「监禁或谋杀」阿列克谢·纳瓦尔尼等反对者后「窃取」了俄罗斯选举结果，后者执政时间几乎与独裁者约瑟夫·斯大林一样长，普京的行为就像现代的斯大林。格蘭·夏普斯亦强调，英国将与盟友合作，通过增加对乌克兰的集体支持，为乌克兰的自由和文明而战[30]。

- 乌克兰签署联合声明，谴责俄罗斯选举既不自由也不公平，并指责在乌克兰领土内临时占领地区举行非法选举[11]。乌克兰总统弗拉基米尔·泽连斯基表示，周日举行的俄罗斯所谓总统选举没有合法性，也不可能会有合法性[31]。乌克兰外交部敦促媒体不要帮助克里姆林宫制造选举过程的假象，也不要用民主国家的语言将这场闹剧称为选举[32]。

- 美国签署联合声明，谴责俄罗斯选举既不自由也不公平，并指责在乌克兰领土内临时占领地区举行非法选举[11]。美国国务卿安东尼·布林肯表示，俄罗斯的总统选举是在独立声音受到强烈镇压、几乎所有真正的政治反对派都被监禁、死亡或流放的环境下进行的，反战候选人因令人难以置信的原因被拒绝注册，欧安组织观察员或其他可信的国际组织没有受到邀请，在这样的背景下，这次选举只能用不民主来形容。 布林肯以阿列克谢·纳瓦尔尼作为例子称，俄罗斯反对派因称持续努力促进俄罗斯真正的民主而遭受俄罗斯当局多年的骚扰和残酷对待，也批评俄罗斯政府审查媒体，并表示支持俄国的反普京抗议者[33][34]。美国国家安全顾问杰克·沙利文指出，俄罗斯总统选举的结果是「注定的」，普京已经关押了他的政治对手，其中一些人在选举开始前惨死，比如反对派领导人阿列克谢·纳瓦尔尼。因此，杰克·沙利文表示，美国只能承认总统普京为俄罗斯领导人，并准备与他再打交道6年，同时强调3月15日至17日的总统选举既不自由也不公平[35]。

- 乌拉圭签署联合声明，谴责俄罗斯选举既不自由也不公平，并指责在乌克兰领土内临时占领地区举行非法选举[11]

- 中華民國外交部嚴正駁斥俄罗斯当选总统普京称「台灣是中華人民共和國一部分」观点，并重申「中華民國台灣與中華人民共和國互不隸屬，中共政權從未統治台灣」。同时对普京假借民主之名，卻行獨裁之實，在沒有反對派、沒有對手的情況下，还在原為烏克蘭領土的佔領區內強迫辦理選舉之举表達不齒[36]。